# Општина Хамчарка (Тулћа)
Хамчарка (рум. Hamcearca) општина је у Румунији у округу Тулћа.
Oпштина се налази на надморској висини од 85 m.